# 芒氏硬頭魚
芒氏硬頭魚(学名：Craterocephalus munroi），為輻鰭魚綱銀漢魚目銀漢魚科的其中一種，分布於澳洲Bynoe、Nicholson、 Norman河流域，體長可達5公分，為熱帶魚類，棲息在淺水區，生活習性不明。